# 国道115号

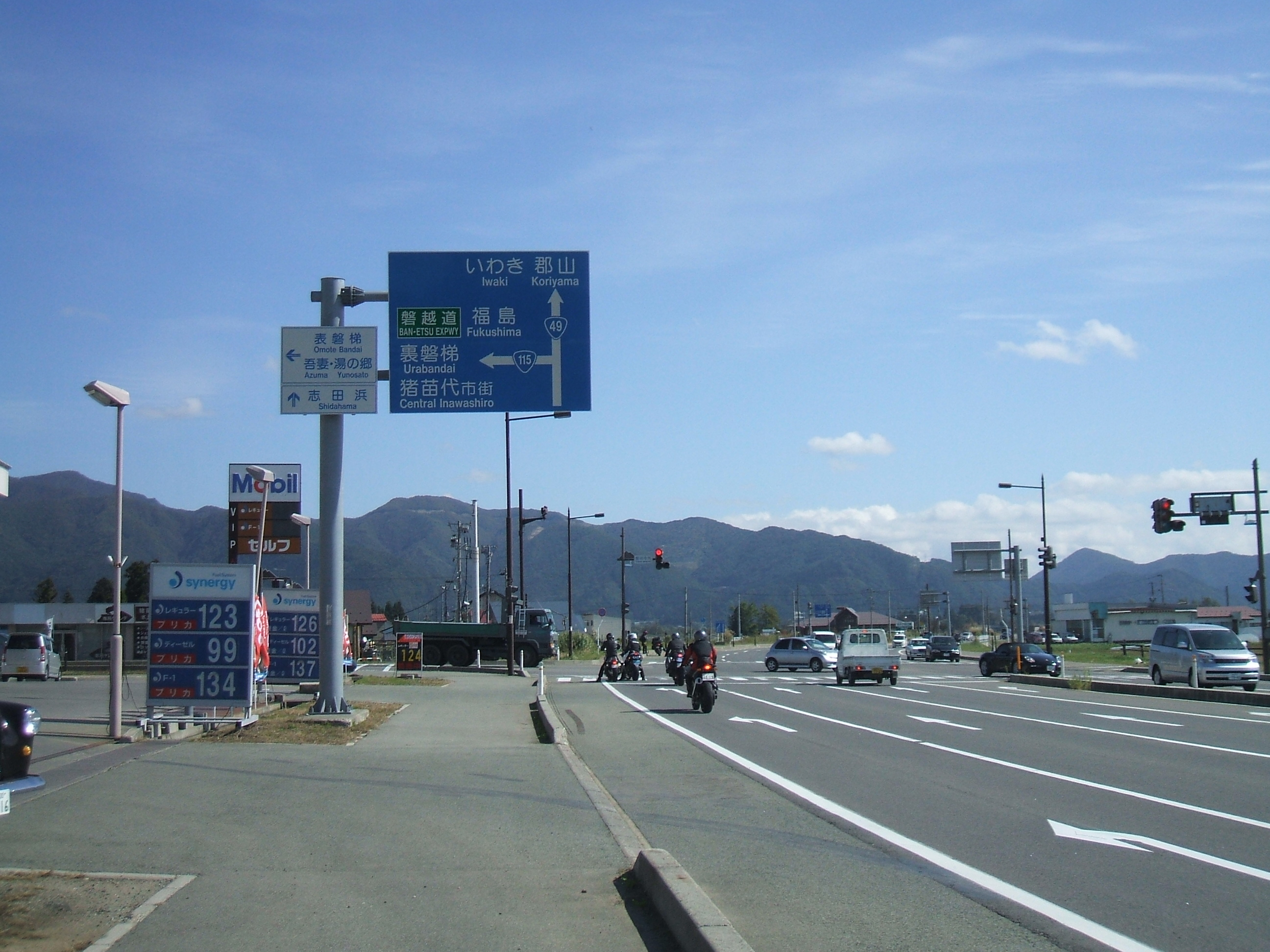
国道115号 終点
福島県耶麻郡猪苗代町
堅田中丸交差点

国道115号（こくどう115ごう）は、福島県相馬市から耶麻郡猪苗代町に至る一般国道である。

## 概要

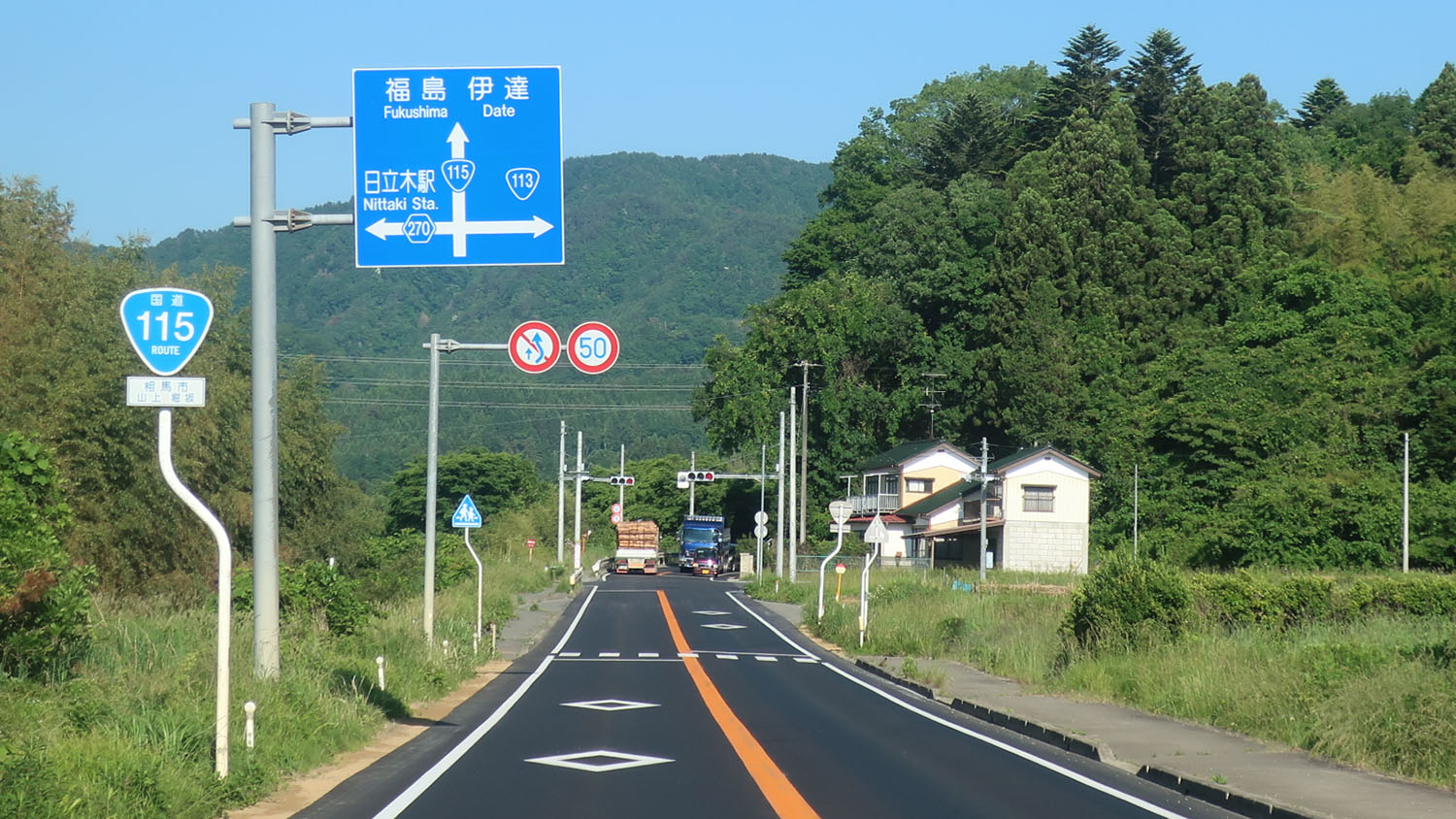
福島県相馬市山上
（2018年6月）

相馬市から福島市の間は通称中村街道または相馬街道、福島市から猪苗代町の間は土湯街道と呼ばれている。また、福島市から耶麻郡猪苗代町の間は中通り北部と会津地方を結ぶルートとなっている。

### 路線データ
一般国道の路線を指定する政令に基づく起終点および重要な経過地は次のとおり。
- 起点：相馬市（塚ノ町交差点 = 福島県道394号相馬新地線交点、福島県道・宮城県道38号相馬亘理線起点）
- 終点：福島県耶麻郡猪苗代町（堅田中丸交差点 = 国道49号交点）
- 重要な経過地：福島県伊達郡霊山町[注釈 2]）、福島市（八島町）。
- 総延長 : 159.2 km（宮城県 2.1 km、福島県 157.0 km）重用延長を含む。[2][注釈 3]
- 重用延長 : 3.7 km（宮城県 - km、福島県 3.7 km）[2][注釈 3]
- 未供用延長 : なし[2][注釈 3]
- 実延長 : 155.5 km（宮城県 2.1 km、福島県 153.4 km）[2][注釈 3]
  - 現道 : 150.1 km（宮城県 2.1 km、福島県 148.0 km）[2][注釈 3]
  - 旧道 : 1.4 km（宮城県 - km、福島県 1.4 km）[2][注釈 3]
  - 新道 : 4.1 km（宮城県 - km、福島県 4.1 km）[2][注釈 3]
- 指定区間：国道4号と重複する区間（福島市・岩谷下交差点 - 鳥谷野南交差点）、相馬市山上字小田原300番11 - 伊達市霊山町下小国字荒屋敷5番7（相馬市山上字小田原300番11 - 同市山上字落合1番1、同市東玉野字ウト沼45番10、伊達市霊山町掛田字西陣場7番2を経て同市霊山町下小国字荒屋敷5番7までを除く。（E13 東北中央道（相馬福島道路）区間））[3]
- 最急勾配 : 9.4 %

## 歴史
現行の道路法（昭和27年法律第180号）に基づく二級国道として初回指定された1953年（昭和28年）では、新潟平線として指定されていた。

1963年（昭和38年）に一級国道49号として指定施行（昇格）に伴って欠番となり、同日新たに指定された相馬猪苗代線に採番された。

### 年表
- 1954年（昭和29年）1月20日 - 建設省告示第16号が公布され、県道福島猪苗代線の一部、猪苗代停車場線の一部、猪苗代停車場蜂屋敷線の一部が主要地方道福島若松線に、県道福島中村線の一部、福島梁川線の一部、保原川俣線の一部が主要地方道福島中村線にそれぞれ指定される。
- 1963年（昭和38年）4月1日 - 主要地方道福島中村線、福島若松線の一部が二級国道115号相馬猪苗代線（相馬市 - 福島県耶麻郡猪苗代町）として指定施行[6]。
- 1965年（昭和40年）4月1日 -  道路法改正により一級・二級区分が廃止されて一般国道115号として指定施行[1]。
- 1983年（昭和58年）
  - 福島西バイパス一部開通によりバイパス側に国道指定がなされ、福島市南町 - 佐倉下間の旧道が福島市道南町佐倉下線に指定される。なお、当区間の国道指定解除の告示は福島県によりなされなかったが、以後発行された国土地理院地形図はじめ各社が発行する地図において国道である表記はされていなかった。
  - 11月 -  国道4号福島南バイパスが開通し、国道4号の経路が変更されたことにより、大町（福島警察署前交差点・国道13号交点） - 郷野目宝来町交差点間の従来の重用区間が国道115号単独区間に指定される。旧国道4号のルートとは異なり、現在の福島県道148号水原福島線と同様に福島県庁前を通る道筋へ変更され、中町 - 本町の区間はこの時に福島市道へ移管された。
- 1988年（昭和63年） - 福島西バイパスが全線開通。これを期にバイパスに本線指定がなされ、大町から郷野目宝来町までの区間が福島県道148号水原福島線に移管された。
- 1989年（平成元年）9月27日 - 土湯トンネルを含む土湯バイパス（当時は土湯道路） 一部開通
- 2005年（平成17年）12月3日 - 土湯バイパス 全線開通
- 2015年（平成27年）9月10日 - 平成27年9月関東・東北豪雨により、伊達市霊山町で当道路の隣を流れる石田川の増水のために長さ約100 mにわたり路面が崩落。9月18日に片側交互通行で復旧。
- 2019年（平成31年）3月22日 - 1983年（昭和58年）に市道に認定されて以降国道指示の解除が行われていなかった福島市道南町佐倉下線の区間が福島県告示により正式に国道指定を解除された。

## 路線状況

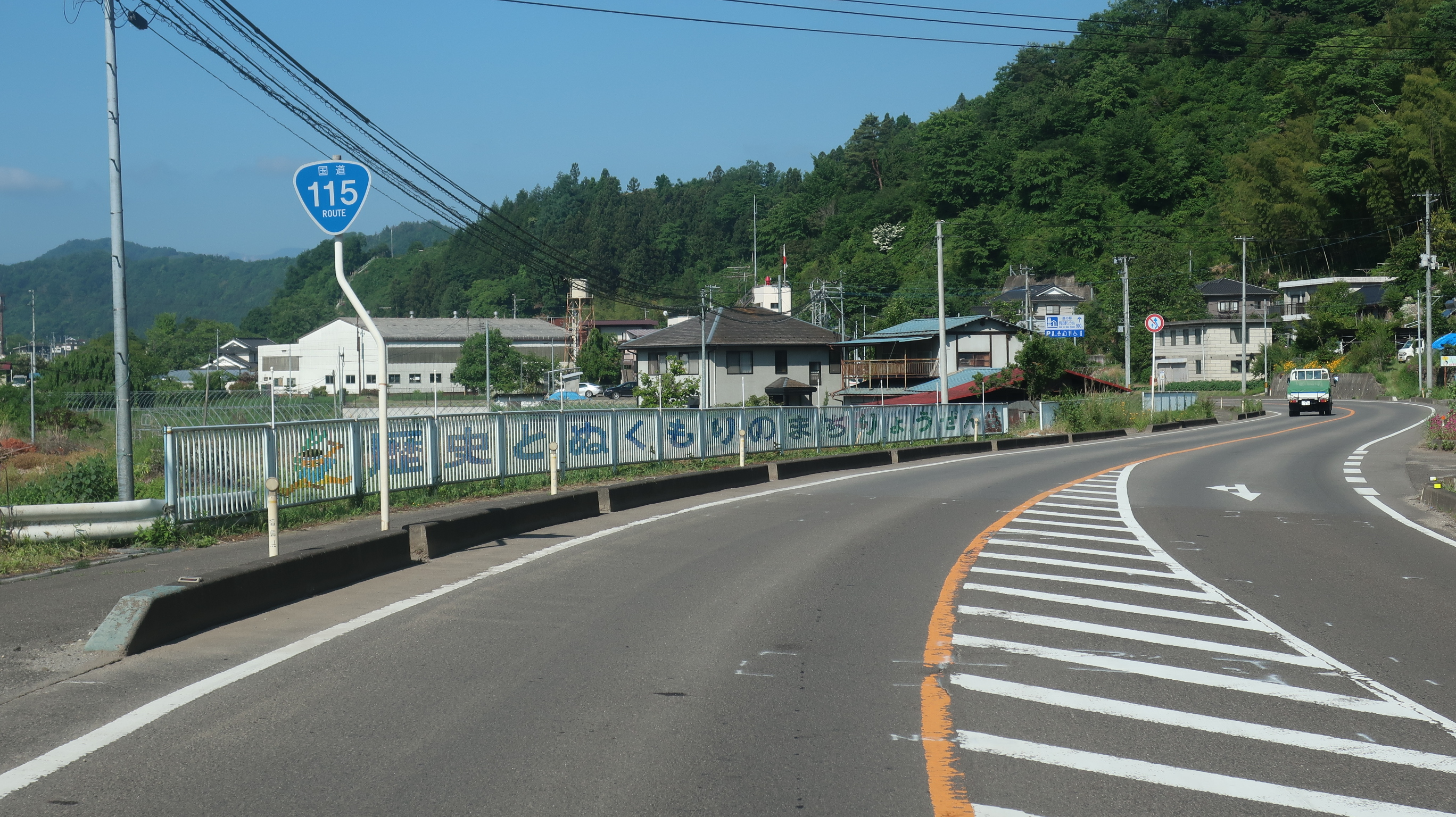
福島県伊達市霊山下小国
（2018年6月）

相馬市山上地内は、幅員狭小に加え急カーブ・急勾配が連続し、冬期間は路面凍結により交通事故が多発している区間である。そのため、これを解消させるために、自動車専用道路としてバイパス（相馬福島道路）を建設し、2017年（平成29年）に開通した。相馬福島道路は常磐道と東北道とを結ぶ交通軸として、その後も延伸され、2021年（令和3年）に全線開通。

### 道路の通称名
- 中村街道（相馬市 - 福島市）
- 国体道路（福島市）
- 土湯街道（福島市 - 耶麻郡猪苗代町）

### バイパス
- 相馬南バイパス（相馬市）
- 相馬福島道路（相馬市 - 伊達郡桑折町）

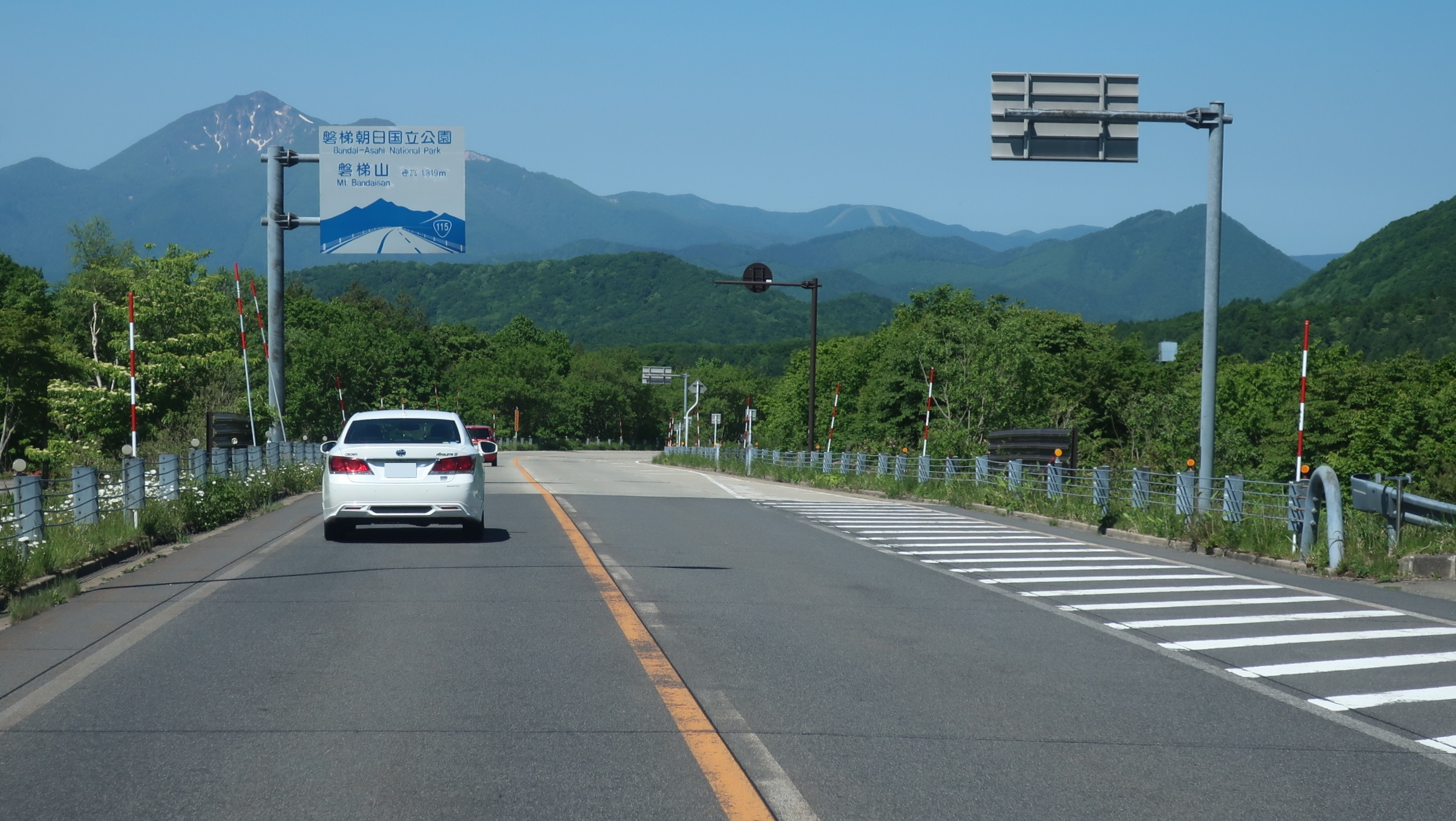
土湯バイパス
福島県耶麻郡猪苗代町

- 山戸田バイパス（伊達市） - 全長：1.0 km、2008年（平成20年）9月12日開通。
- 北町バイパス・福島南バイパス（福島市、国道4号重複区間）
- 福島西バイパス（福島市）
- 荒井バイパス（福島市）
- 土湯バイパス（福島市 - 耶麻郡猪苗代町）
- 猪苗代バイパス（耶麻郡猪苗代町）

### 重複区間

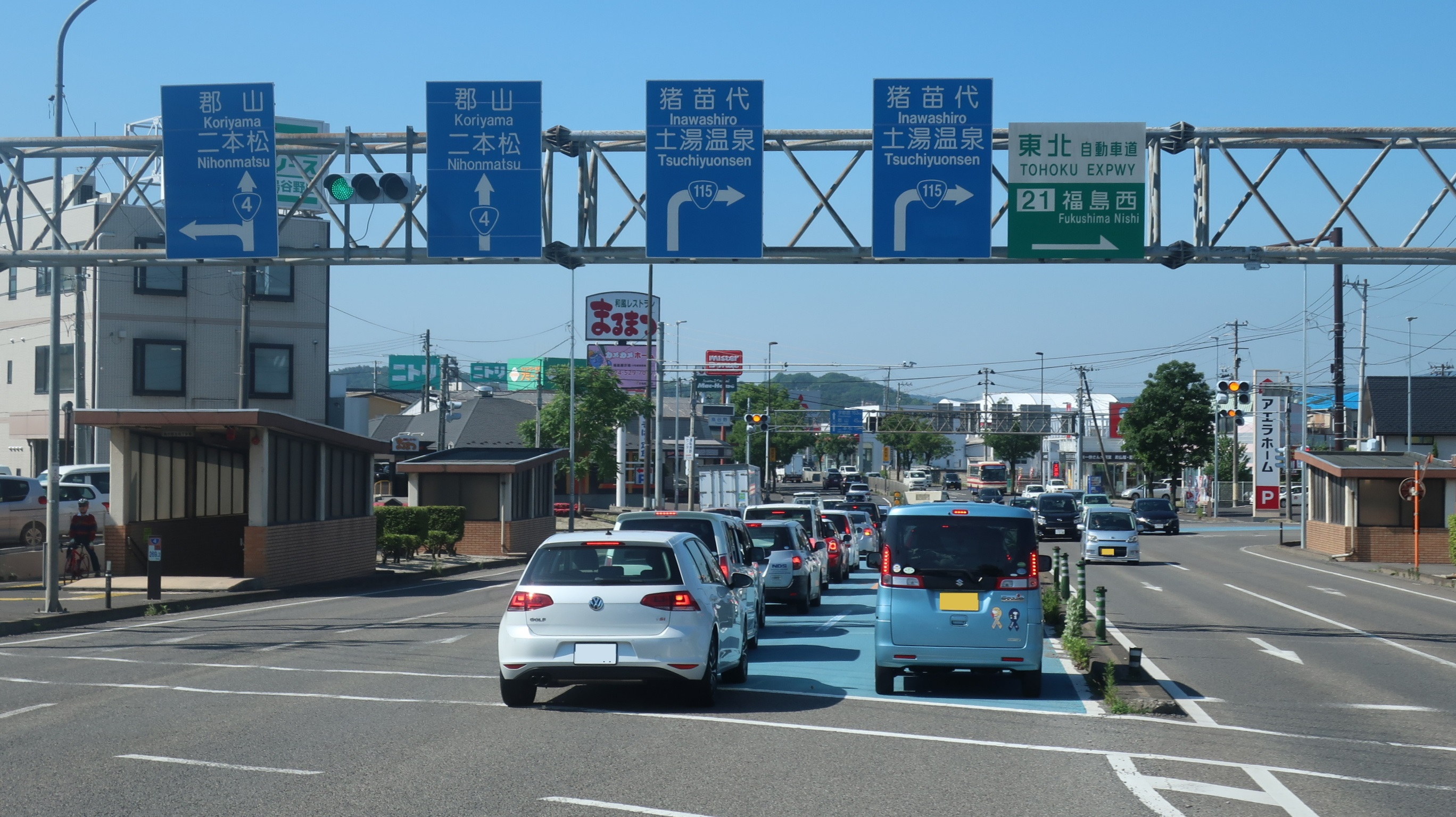
国道4号（重複区間）からの分岐
福島市 鳥谷野交差点

- 国道4号（福島市・岩谷下交差点 - 福島市鳥谷野南交差点）
- 国道459号（福島市松川町水原 - 猪苗代町若宮）

### 道路施設

#### 休憩施設

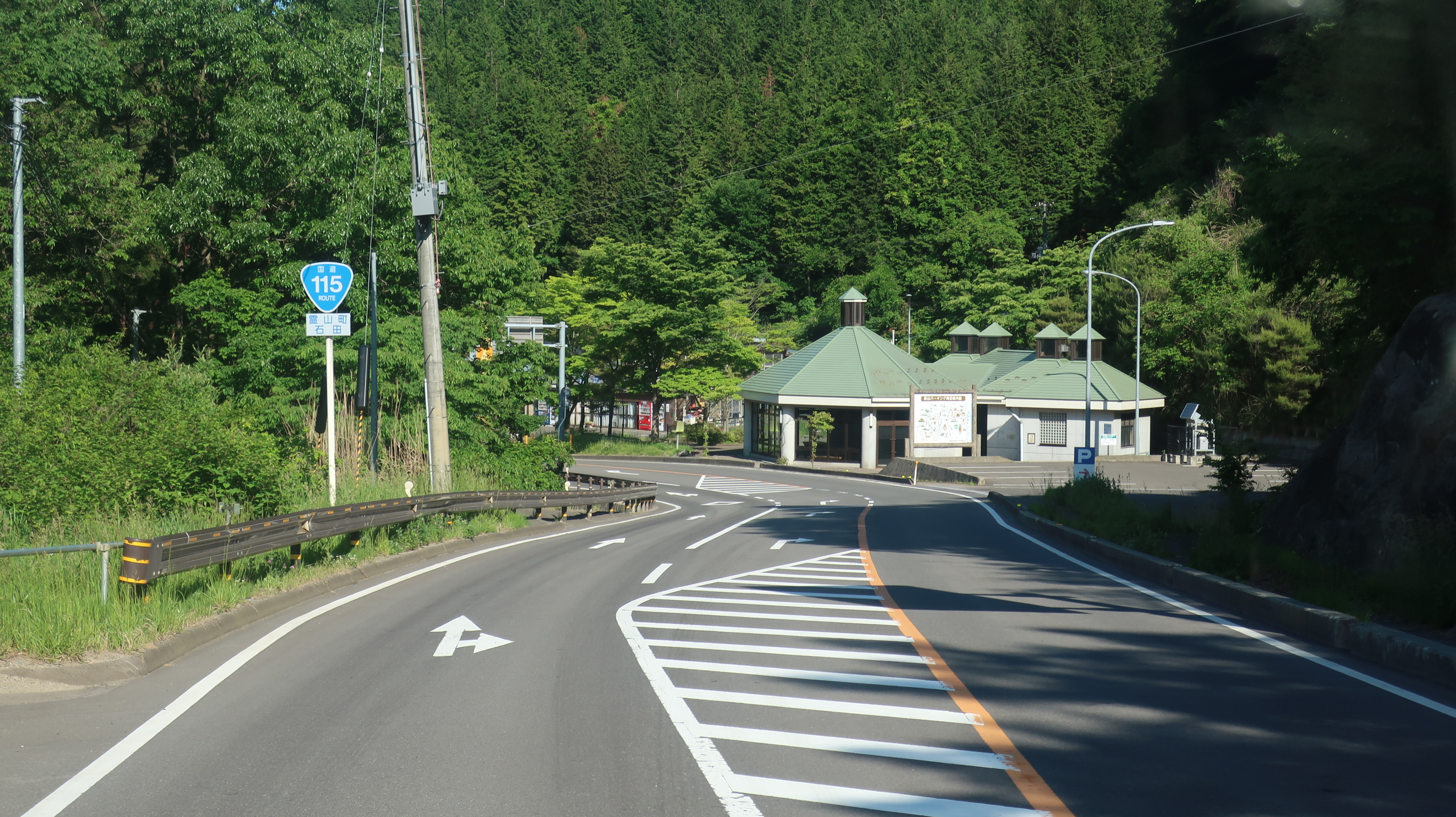
霊山パーキング付近
福島県伊達市霊山

- 霊山パーキング（伊達市霊山町石田行合道）

#### 橋梁
- 天神前橋（宇多川　相馬南バイパス）
- 相馬南跨線橋（JR常磐線　相馬南バイパス）
- 相馬跨線橋（JR常磐線、相馬市）
- 胴切橋（宇多川支流、相馬市）
- 左右壺橋（宇多川、相馬市）
- けやき橋（玉野川、相馬市）
- 落合橋（玉野川、相馬市）
- 霊山橋(伊達市)
  - 全長：14.56 m
  - 幅員：6.5（11.0） m
  - 形式：PC単純プレテンT桁橋
  - 竣工：1998年度
- 霊山川橋(伊達市)
  - 全長：16.46 m
  - 幅員：6.5（11.0） m
  - 形式：PC単純プレテン床版桁橋
  - 竣工：1998年度

いずれも伊達市霊山町石田字大貝から字戸草にかけて、一級水系阿武隈川水系広瀬川支流石田川右岸の旧道の改良のために左岸側に整備された現道の橋である。霊山橋が字大貝、霊山川橋が字戸草に位置し石田川を渡る。従来の橋梁の老朽化対策と25 t対応のために架け替えられた。橋上は上下対向2車線で供用され、上り線側に幅員2.5 mの歩道が設置されている。総工費は霊山橋が1億1050万円、霊山川橋が1億2880万円。
- 山戸田橋(伊達市)
  - 全長：58.1 m
    - 主径間：28.35 m

  - 幅員：6.5（10.5） m
  - 形式：2径間鋼連続非合成鈑桁橋
  - 竣工：2007年度
  - 施工：矢田工業

⁮伊達市霊山町山戸田字中落合に位置し、一級水系阿武隈川水系広瀬川を渡る。山戸田バイパスの主要構造物として国道第1種改良事業により建設された。橋上は上下対向2車線で供用され、上り線側に幅員2.5 mの歩道が設置されている。総工費は2億4000万円。
- 文知摺橋（阿武隈川、福島市）
- 大仏橋(福島市)
- 弁天橋(福島市)
- 濁川橋（濁川、福島市）
- 方木田跨線橋（JR東北本線、福島市）
- 産ヶ沢橋（産ヶ沢、福島市）
- 猪ノ倉橋（産ヶ沢、福島市）
- 片栗橋（旧国道115号、福島市）
- 角沢大橋(福島市)
- 額取橋(福島市)
- こぶし橋(福島市)
- 石楠花大橋(福島市)
- 東鴉川橋（東鴉川、福島市）
- 西鴉川橋
- 横向大橋（高森川・滝ノ沢、猪苗代町）
- 新岩弓橋(猪苗代町)
- 支時橋(猪苗代町)
  - 全長：12.57 m
  - 幅員：8.5（11.0） m
  - 形式：単径間単純PCプレテンT桁橋
  - 竣工：1985年

一級水系阿賀川水系田茂沢川に架かる。1983年に田茂沢川の砂防事業が着工されたのに合わせ、1984年に県単独橋梁整備事業として着工され旧橋からの架替が行われた。総事業費は3830万円。
- 猪苗代跨線橋(猪苗代町)
  - 全長：187.0 m
    - 主径間：39.6 m

  - 幅員：13.0（23.0） m
  - 形式：2径間鋼連続非合成鈑桁橋×2・鋼単純非合成鈑桁橋（計5径間）
  - 竣工：1993年度
  - 施工：東京鉄骨・駒井鉄工・矢田工業

猪苗代町千代田に位置し、JR磐越西線を渡る。猪苗代バイパス整備に伴い建設された。総工費は11億円。橋上は片側2車線の計4車線で供用されており、上下線両側に歩道が設置されている。親柱や高欄は磐梯山や猪苗代湖に飛来する白鳥といった周囲の自然をモチーフにデザインされており、歩道路面も周辺環境に合うようにカラー舗装がなされている。

#### 道の駅
- 伊達の郷りょうぜん（伊達市霊山町下小国）
- つちゆ（福島市松川町水原）
- 猪苗代（猪苗代町）

## 地理

### 通過する自治体
- 福島県
  - 相馬市 - 伊達市 - 福島市 - 耶麻郡猪苗代町
- 宮城県
  - 伊具郡丸森町[注釈 4]

### 交差する道路
相馬市
- 国道6号相馬バイパス・福島県道74号原町海老相馬線(相馬市大曲　相馬南バイパス）
- 福島県道394号相馬新地線・福島県道・宮城県道38号相馬亘理線（相馬市・塚ノ町交差点）
- 福島県道121号日下石新沼線
- 福島県道34号相馬浪江線・福島県道・宮城県道228号相馬大内線（相馬市西山）
- 相馬IC - E6常磐自動車道
- 福島県道270号山上赤木線（相馬市山上）

伊達市
- 福島県道31号浪江国見線（伊達市霊山町石田）
- 福島県道316号広畑月舘線（伊達市霊山町石田字名目沢）
- 福島県道316号広畑月舘線（伊達市霊山町石田字大平）
- 福島県道149号月舘霊山線（伊達市霊山町山戸田）
- 国道349号（伊達市霊山町掛田字西陣場）
- 福島県道51号霊山松川線（伊達市霊山町下小国）

福島市
- 福島県道318号上小国下川原線（福島市大波・約200 m重複）
- 福島県道318号上小国下川原線（福島市大波）
- 福島県道308号山口渡利線（福島市山口）
- 福島県道317号山口保原線（福島市山口）
- 福島県道4号福島保原線（福島市岡部）
- 福島県道309号岡部渡利線（福島市岡部）
- 国道4号（福島市・岩谷下交差点）
  - 国道114号渡利バイパス（福島市・仲間町交差点）
  - 国道13号（福島市・舟場町交差点）
  - 福島県道308号山口渡利線（福島市舟場町）
  - 福島県道309号岡部渡利線（福島市渡利・渡利弁天山交差点）
- 国道4号（福島市・鳥谷野南交差点[11]）
- 福島県道148号水原福島線（福島市郷野目・郷野目宝来町交差点）
- 福島県道148号水原福島線（福島市大森・中屋敷交差点）
- 国道13号福島西道路（福島市成川・八幡西交差点）
- 福島西IC - E4東北自動車道
- 福島県道5号上名倉飯坂伊達線（福島市さくら2丁目）
- 福島県道362号南福島停車場線（福島市荒井）
- 福島県道52号土湯温泉線（福島市土湯温泉町・約300 m重複）
- 福島県道52号土湯温泉線（福島市土湯温泉町）
- 国道459号（福島市松川町水原・道の駅つちゆ）
- 福島県道30号本宮土湯温泉線（福島市松川町水原）

猪苗代町
- 福島県道70号福島吾妻裏磐梯線（猪苗代町大字若宮）
- 福島県道70号福島吾妻磐梯線（猪苗代町大字若宮）
- 福島県道24号中の沢熱海線（猪苗代町大字若宮）
- 国道459号（猪苗代町大字若宮）
- 福島県道323号野老沢川桁停車場線（猪苗代町大字蚕養）
- 福島県道227号下舘停車場線（猪苗代町大字三郷）
- 山形県道・福島県道2号米沢猪苗代線（猪苗代町字五百苅）
- 福島県道7号猪苗代塩川線（猪苗代町字二丁田）
- 福島県道204号猪苗代停車場線・福島県道322号壷楊本町線（猪苗代町字梨木西・警察署東交差点）
- 猪苗代磐梯高原IC - E49磐越自動車道（猪苗代町大字堅田）
- 国道49号（猪苗代町・堅田中丸交差点）